# Domus e mosaico del Leone
Il Mosaico del Leone è una decorazione pavimentale del tablino della omonima Domus, sita nel seminterrato di Palazzo Savini a Teramo.
Annoverato tra gli emblemi della storia archeologica teramana, il Mosaico del Leone è databile intorno al I secolo a.C., così come quelli, simili nella fattura, rinvenuti a Pompei e nella Villa Adriana a Tivoli. È stato universalmente riconosciuto come uno degli esempi più alti dell'arte del mosaico.

## La scoperta
La scoperta di questa domus romana risale al giugno del lontano 1891, durante i lavori di ristrutturazione di Palazzo Savini. Il palazzo fu costruito sopra le vecchie carceri penali di Teramo, nel rione San Leonardo (via Antica Cattedrale), non distante dalla Domus romana del I secolo a-C. in Largo Sant'Anna, sopra cui fu costruita la prima cattedrale di Teramo di "Santa Maria Aprutiensis", oggi Sant'Anna dei Pompeti.  Oltre al Mosaico del Leone furono rinvenute anche altre ricche decorazioni musive. La domus ha subito molti danni a causa degli interventi edilizi di quell'anno, molte parti della casa sono state prima messe in luce e poi ricoperte o, nella peggiore delle ipotesi, inglobate nelle nuove murature; ad aggravare questa situazione contribuì la forte umidità che ha seriamente lesionato la pavimentazione musiva, tanto da renderla in alcuni punti di difficile lettura.

## La Domus
La domus del Leone rientra nella tipologia abitativa cosiddetta greco-romana, che si sviluppa a partire dal II secolo a.C. e di cui si hanno a Pompei numerosissimi esempi. Alla normale disposizione su uno stesso asse di vestibolo - atrio - tablino è aggiunto il peristilio (il giardino porticato), la cui presenza qui è dimostrata dal ritrovamento di numerosi frammenti marmorei di statue e di altri elementi architettonici e decorativi nell'area adiacente alla sala del tablino.

### L'ingresso
Alla casa si accede tramite un ingresso, di cui resta la soglia pavimentata in cocciopesto che immetteva direttamente nell'atrio.

### L'atrio
Aveva una copertura sostenuta da quattro colonne angolari (tetrastilo). Il pavimento dell'atrio, lungo 10,40 m e largo 6,70 m, è in opus scutulatum, realizzato con scaglie di pietra o marmo, di vario colore e formato, inserite in fondi di vario tipo e disposte sparse o secondo motivi decorativi, secondo modalità utilizzate dal I secolo a.C. Il fondo è in piccole tessere bianche disposte secondo un ordito regolare in cui sono inserite piccole scaglie di diversi tipi di marmi e colori: il tutto è incorniciato da un'ampia fascia di tessere nere e completato da un motivo romboidale di squame allungate, bipartite, adiacenti, in contrasto bianco-nero tra le colonne dell'impluvio. Questo tipo di pavimentazione appare agli inizi del I secolo a.C., perdura nel I secolo d.C. fino all'età giulio-claudia.

### L'impluvium
Al centro dell'atrio si trova l'impluvio, consistente in una grande vasca atta a raccogliere l'acqua piovana, era utile per l'approvvigionamento idrico. L'acqua, attraverso una canaletta sotterranea, confluiva in una cisterna. La vasca, lunga 4,90 m e larga 2,50 m, è pavimentata in opus spicatum, tutt'intorno corre un gradino sagomato su cui si innestano, agli angoli, le basi attiche delle colonne scanalate, che sostenevano il compluvio.

### Il tablino

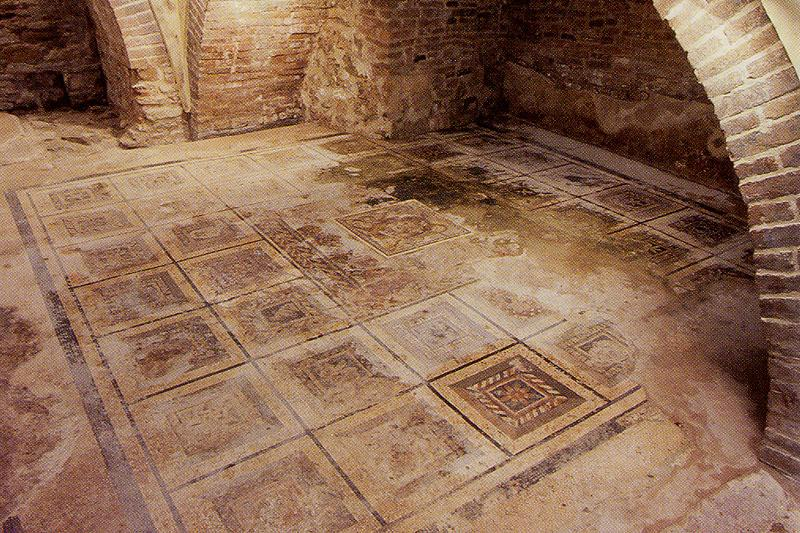
Decorazione pavimentale musiva del Tablino con al centro il Mosaico del Leone (prima del restauro)

Dall'atrio si arriva al tablino attraversando una grande apertura larga 2,50 m, si ipotizza che questo passaggio venisse chiuso con una tenda per impedire la visione interna del tablino stesso; tale tenda era appesa ad un'asta orizzontale sostenuta da piccoli pilastri, dei quali rimangono i piedritti. La soglia dell'ingresso è in mosaico, con il motivo del meandro prospettico a svastiche e quadrati nei colori rossiccio, bianco, nero, ocra, verdastro (motivo tipicamente ellenistico). Il tablino ha la dimensione di un quadrato con lato di 3,80 m, due stretti corridoi larghi 1,15 m (se ne ignora la lunghezza) e davano, probabilmente, accesso al peristilio; a causa della perdita delle strutture murarie non è possibile comprendere appieno la decorazione parietale, eccetto tracce di intonaco rosso nel muro di fondo del tablino. Quest'ambiente è pavimentato da opus tessellatum policromo, costituito da tessere di pietra di forma regolare e grandezza variabile, il tipo decorativo dominante è quello del soffitto piano a cassettoni, entro i quali sono rappresentati motivi naturalistici. Al centro vi è l'emblema rappresentante un leone in lotta con un serpente su uno sfondo naturalistico, contornato da una treccia a due capi, intorno al riquadro del leone girano ricche ghirlande, tenute ai quattro lati da maschere teatrali, e, più all'esterno, un motivo a treccia a calice.

## Il Mosaico del Leone
L'Emblema del Leone (per emblema si intendeva un pannello musivo che veniva eseguito in bottega con minuscole tessere, disposto su lastre di marmo o travertino o terracotta e successivamente inserito nel tessellato) è inserito entro una cassetta di pietra: la tecnica per un emblema era quella del vermicolato, ciò eseguito con tessere piccolissime e di forma irregolare, tagliate in modo da seguire i contorni della figura, ottenendo un effetto simile alla pittura; nel Mosaico del Leone le tessere dello sfondo sono quadrangolari, allungate quelle dei baffi, tonde quelle della pupilla e dell'iride. Complessivamente qui è applicata la disposizione centripeta, ossia quella in cui la grandezza delle tessere va decrescendo dall'esterno verso l'interno; il perimetro dell'emblema teramano è ornato da un motivo a treccia a due capi con nodi serrati su fondo scuro. I colori impiegati sono due: l'arancio e il grigio verde in diverse gradazioni tonali; quattro file di tessere compongono ogni nastro, che ha una notevole resa plastica ottenuta mediante opportuno utilizzo delle variazioni tonali dei due colori usati. Al centro della scena vi è un leone in posizione di attacco (zampe anteriori divaricate e schiena inarcata) raffigurato leggermente in scorcio, mentre con la zampa anteriore artiglia il serpente, che a sua volta avvinghia la coda attorno alla zampa posteriore sinistra del leone. Quasi ad occupare tutta la scena è la testa con le fauci spalancate e la folta criniera resa con tessere dalle diverse tonalità del giallo oro. La pelle del serpente invece è resa da colori arancio e verde cupo sul dorso, mentre il ventre è realizzato da minuti frammenti beige con macchie scure. L'ambientazione è quella ai margini di una pozza d'acqua azzurra, tutt'intorno vi sono elementi vegetali: due alberi dei quali uno dal fusto nodoso e largo e chioma ampia, l'altro dal fusto sottile e foglie palmate con bacche e frutti. Molto accentuato è l'effetto chiaroscurale: una fonte di luce sembra provenire da destra inondando completamente il muso del leone.